# Šterusy
Šterusy (ungarisch Cseterőc – bis 1907 Sterusz) ist eine Gemeinde im Westen der Slowakei mit 463 Einwohnern (Stand 31. Dezember 2024), die zum Okres Piešťany, einem Teil des Trnavský kraj gehört.

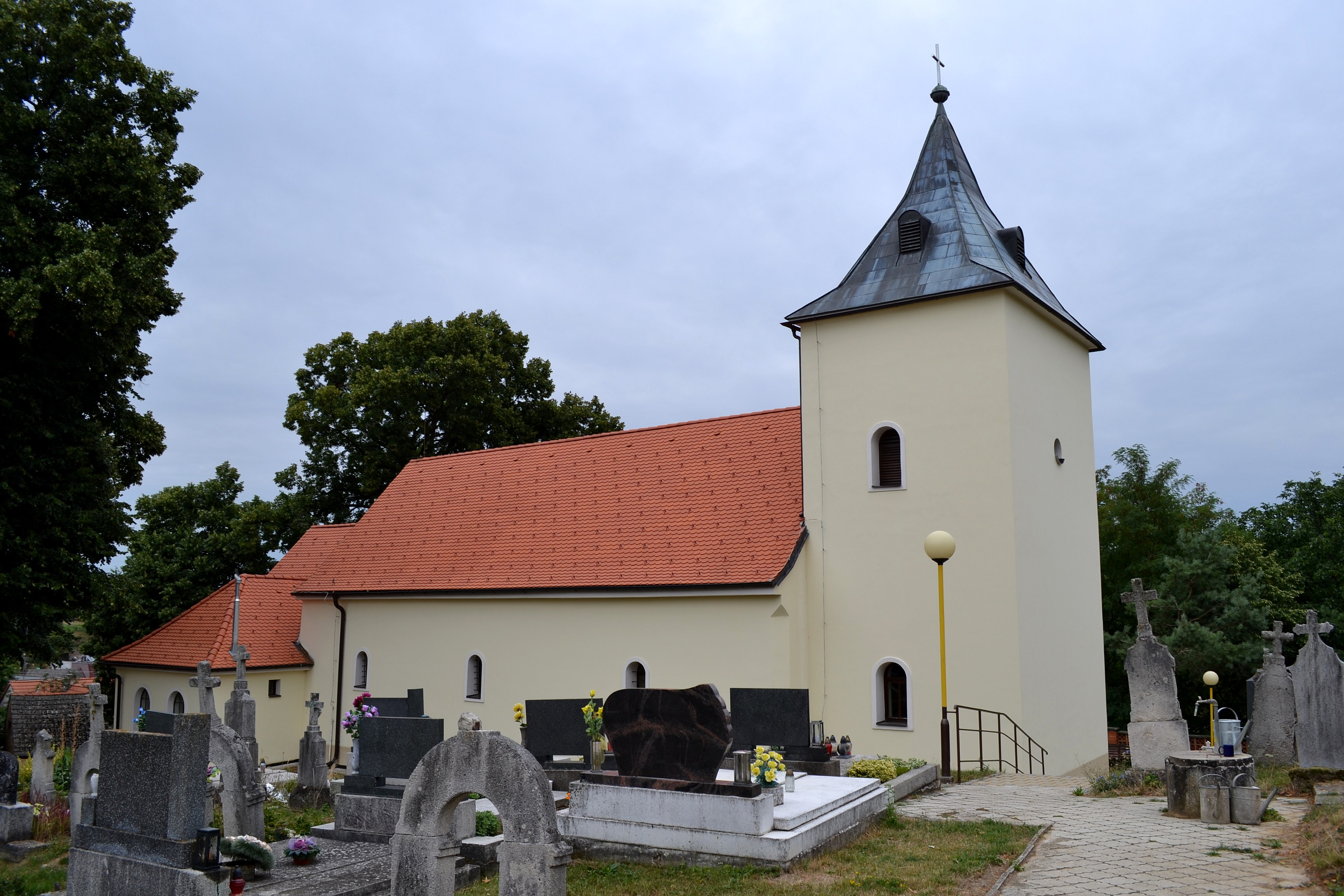
Kirche

## Geographie
Die Gemeinde befindet sich im Norden des Hügellands Trnavská pahorkatina unterhalb der Kleinen Karpaten. Inmitten durch das Dorf fließt der Bach Šteruský potok. Das Ortszentrum liegt auf einer Höhe von 209 m n.m. und ist 4,5 Kilometer von Vrbové sowie 14 Kilometer von Piešťany entfernt.

## Geschichte
Der Ort wurde zum ersten Mal 1262 als Cheteruch schriftlich erwähnt und gehörte ursprünglich zum Herrschaftsgebiet der Burg Neutra. Danach war das Dorf zwischen örtlichen Edelmännern und der Burg Guttenstein geteilt. 1452 sind in einem Steuerverzeichnis 40 Bauernhöfe erwähnt. Ähnlich wie andere Orte in der Gegend wurde das Dorf im 16. Jahrhundert mehrmals von den Osmanen verwüstet. 1828 sind 81 Häuser und 567 Einwohner verzeichnet. Neben Landwirtschaft waren im Mittelalter und Neuzeit Weinbau und seit dem 19. Jahrhundert zunehmend Obstbau bedeutend. Eine Schule im Dorf wird gegen Hälfte des 19. Jahrhunderts erwähnt.
Bis 1918 gehörte der im Komitat Neutra liegende Ort zum Königreich Ungarn und kam danach zur Tschechoslowakei bzw. heute Slowakei.
Der vorherige Gemeindeteil Pustá Ves gehört seit 1958 zur Gemeinde Prašník.

## Bevölkerung
| Jahr                | 1994 | 2004    | 2014    | 2024    |
| ------------------- | ---- | ------- | ------- | ------- |
| Anzahl der Personen | 516  | 515     | 504     | 463     |
| Unterschied         |      | −0,19 % | −2,13 % | −8,13 % |

| Jahr                | 2023 | 2024    |
| ------------------- | ---- | ------- |
| Anzahl der Personen | 468  | 463     |
| Unterschied         |      | −1,06 % |

Ergebnisse nach der Volkszählung 2001 (515 Einwohner):
| Nach Ethnie: - 99,81 % Slowaken - 0,19 % Tschechen | Nach Konfession: - 92,82 % römisch-katholisch - 3,69 % evangelisch - 2,23 % konfessionslos - 0,78 % keine Angabe |

## Bauwerke
- römisch-katholische Magdalenenkirche aus dem Jahr 1685, ursprünglich eine Kapelle, der Turm wurde erst 1990 hinzugefügt
- kleiner Glockenturm aus dem 18. Jahrhundert
- Rokokostatue des Hl. Johannes von Nepomuk aus dem Jahr 1763